# RIS3
RIS3 je koncept strategie inteligentní specializace inovační politiky, jehož cílem je podpořit silné stránky států a regionů v oblasti výzkumu a inovací a přispět tak k jejich růstu a prosperitě. Je založena na partnerství mezi podniky, veřejnými subjekty a znalostními institucemi. Zkratka RIS3, někdy též S3, pochází z anglického Research and Innovation Strategy for Smart Specialisation, které se tradičně překládá jako Výzkumná a inovační strategie pro inteligentní specializaci. Vytvoření a naplňování strategie inteligentní specializace na úrovni jednotlivých členských států Evropské unie (EU) představuje základní podmínku pro uskutečňování intervencí kohezní (naplňující jedno ze základních principů práva EU – principu solidarity) politiky EU v oblasti výzkumu, vývoje a inovací.

## Kontext vzniku koncepce inteligentní specializace
Vznik koncepce inteligentní specializace je spojen s globální ekonomickou krizí na konci první a začátku druhé dekády 21. století. Jejím autorem je Dominique Foray, který ji představil již v roce 2009 v dokumentu Smart Specialization – The Concept. Ve své práci představil myšlenku konzistentního strategického přístupu k inovacím, který má za úkol maximalizovat evropský, národní a regionální výzkumný a inovační potenciál. Cílem těchto snah je pak dlouhodobé zvýšení odolnosti evropské ekonomiky na všech zmíněných úrovních.

## Poslání RIS3 strategie
Samotná RIS3 strategie je konkrétním nástrojem inovační politiky založeným na koncepci inteligentní specializace. Smyslem RIS3 strategie je zajistit promyšlené a účelné zacílení evropských, národních a regionálních prostředků na podporu orientovaného a aplikovaného výzkumu a inovací. Důležitým krokem pro naplňování RIS3 strategie je identifikace prioritních oblastí, které mají mimořádný potenciál k tomu, aby vytvářely dlouhodobou konkurenční výhodu konkrétní členské země EU. Zásadním nástrojem určování těchto domén specializace je tzv. EDP proces neboli proces objevování podnikatelských příležitostí. Jedná se o dlouhodobý proces, jehož základem je otevřená, transparentní a strukturovaná diskuse různých aktérů inovačního systému. Těmito aktéry jsou míněni především zástupci státu, akademické sféry a sféry komerční.

## RIS3 strategie České republiky
Dlouhodobým cílem RIS3 strategie České republiky je ve druhé a třetí dekádě 21. století budování ekonomiky založené na znalostech a inovacích. Národní RIS3 strategie ČR pro období 2021–2027 pak stanovuje pod pojmem „domény výzkumné a inovační specializace“ prioritní oblasti níže:
- Pokročilé materiály, technologie a systémy
- Digitalizace a automatizace výrobních technologií
- Elektronika a digitální technologie
- Ekologická doprava
- Technologicky vyspělá a bezpečná doprava
- Pokročilá medicína a léčiva
- Kulturní a kreativní odvětví nástrojem akcelerace socioekonomického rozvoje ČR
- Zelené technologie, bioekonomika a udržitelné potravinové zdroje
- Inteligentní sídla